# Jüdischer Friedhof (Viersen, Auf der Löh)
Der Jüdische Friedhof Viersen (Auf der Löh) liegt im Stadtteil Viersen der Stadt Viersen im nordrhein-westfälischen Kreis Viersen. Auf dem 1560 m² großen jüdischen Friedhof im Kommunalfriedhof Auf der Löh befinden sich 26 Grabsteine.

## Geschichte

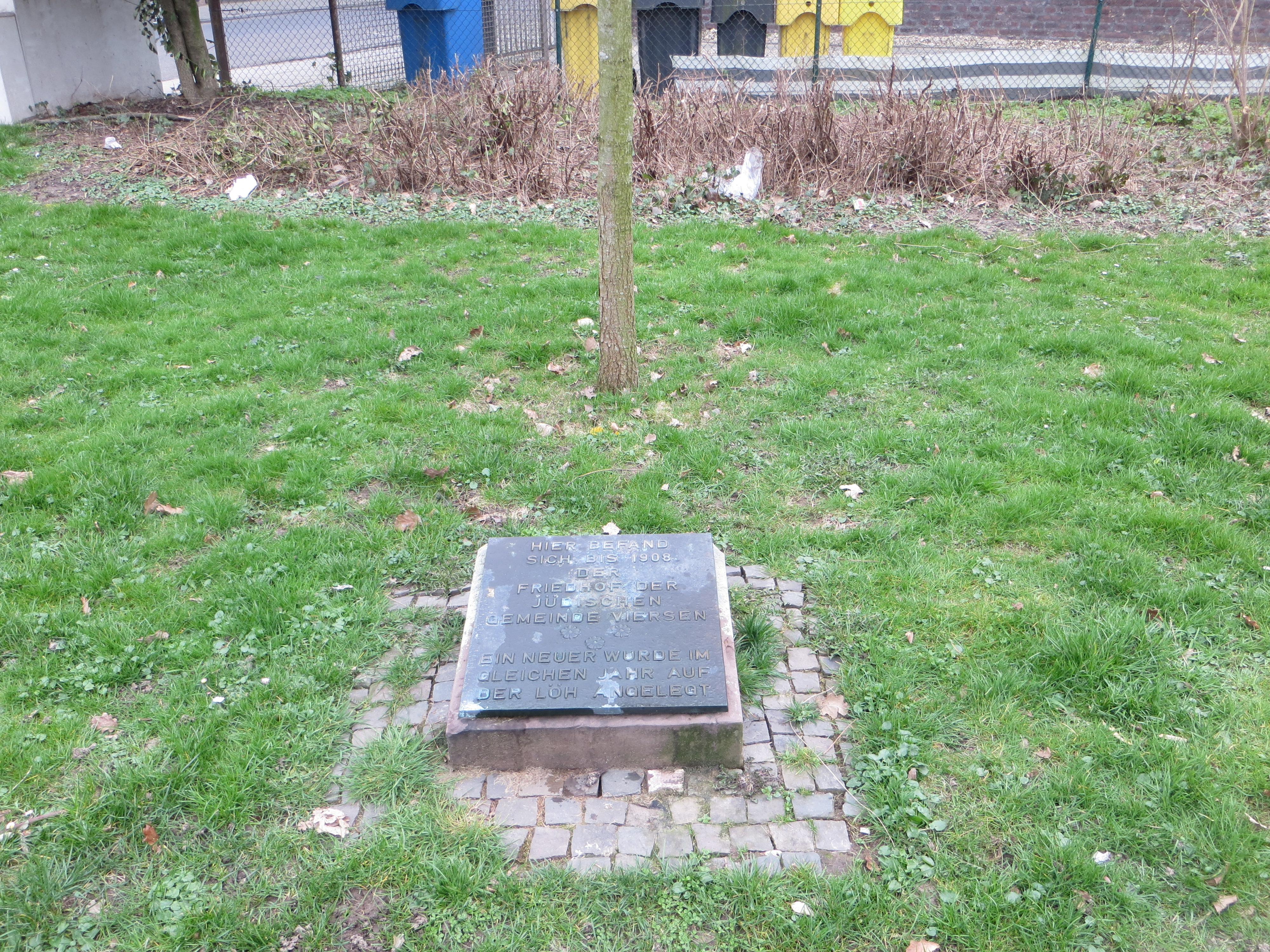
Gedenkstein auf dem alten jüdischen Friedhof an der Florastraße

Der Friedhof wurde 1907 angelegt als Nachfolger des alten Friedhofs an der Florastraße, der heute als Grünfläche ohne Grabsteine existiert. Belegt wurde er von 1908 bis 1940 und im Jahr 1968. 1945 wurde das Gelände umgestaltet und 1948 ein Gedenkstein gesetzt.